# Tondi (cognome)
Tondi è un cognome di lingua italiana.

## Varianti
Tondelli, Tondin, Tondini, Tondino, Tondo, Tundo.

## Origine e diffusione
Il cognome ha presenze in tutta Italia, prevalentemente a Pavia, Milano, Modena, Bologna, in Toscana, nel Piceno, a Teramo, Viterbo, Roma, Napoli e Lecce.
Potrebbe derivare da un soprannome, ad indicare una persona rubiconda, oppure dal cognomen latino Rotundus.
In Italia conta circa 594 presenze.
La variante Tondin è trentino-vicentina; Tondini compare in Lombardia e tra Emilia e Toscana; Tundo è tipicamente leccese; Tondo è salentino, napoletano, agrigentino e siracusano; Tondelli è tipico reggiano; Tondino è quasi unico.

## Persone
- Angelo Tondi – generale e aviatore italiano
- Domenicano Tondi – scrittore e poeta italiano
- Matteo Tondi – scienziato e mineralogista italiano